# ماري مايرز
ماري مايرز (بالإنجليزية: Mary Myers)‏ هي طيارة أمريكية، ولدت في 1 أغسطس 1849 في بوسطن في الولايات المتحدة، وتوفيت في 1 أغسطس 1932 في أتلانتا في الولايات المتحدة.